# John V. Meyer III

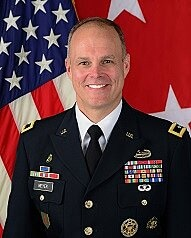
John V. Meyer III

John V. Meyer III (* um 1971) ist ein Generalmajor der United States Army. Bis Juni 2024 war er Kommandeur der 1. Infanteriedivision. Danach wurde er Stabschef beim United States Northern Command.
Über das ROTC-Programm des Virginia Military Institutes gelangte er im Jahr 1993 in das Offizierskorps des US-Heeres. Dort wurde er als Leutnant den Panzertruppen zugeteilt. In der Armee durchlief er anschließend alle Offiziersränge vom Leutnant bis zum Zwei-Sterne-General.
Im Lauf seiner militärischen Karriere absolvierte er verschiedene Kurse und Schulungen. Dazu gehörten unter anderem die U.S. Army School of Advanced Military Studies und das Naval War College.
In seinen jüngeren Jahren absolvierte er den für Offiziere in den niederen Rangstufen üblichen Dienst in unterschiedlichen Einheiten und Standorten. Dazu gehörten auch Aufgaben als Stabsoffizier in verschiedenen Hauptquartieren. Im weiteren Verlauf seiner militärischen Karriere kommandierte er Einheiten auf verschiedenen Ebenen. Er war an mehreren Einsätzen im Irak und in Afghanistan beteiligt.
Unter anderem befehligte er ein Bataillon des 28. Infanterieregiments und dann in den Jahren 2015 und 2016 als Oberst das 2. Kavallerieregiment (Panzer). Er war der 78. Kommandeur dieses Traditionsregiments. Während Meyers Zeit als Regimentskommandeur war seine Einheit an verschiedenen Manövern in Europa und in Ägypten beteiligt.
Zwischen Juli 2017 und Oktober 2019 war John Meyer Stabsoffizier bei den Joint Chiefs of Staff in Washington, D.C. In diese Zeit fiel am 2. Juni 2019 seiner Beförderung zum Brigadegeneral. Es folgte eine Versetzung nach Fort Carson in Colorado, wo er zwischen Oktober 2019 und Juli 2020 bei der 4. Infanteriedivision deren Stabsabteilung für Manöver leitete. Zwischen Juli 2020 und April 2022 war er in Wiesbaden bei USAREUR Leiter der Stabsabteilung G3 für Operationen. Am 2. November 2021 erfolgte seine Beförderung zum Generalmajor.
Nach seiner Zeit in Wiesbaden erhielt John Meyer III das Kommando über die in Fort Riley in Kansas stationierte 1. Infanteriedivision. Dieses Amt trat er im Mai 2022 an und übte es bis Juni 2024 aus. Teile der Division nahmen bzw. nehmen noch immer an Manövern in Europa teil. Nach dem Ende seiner Zeit als Kommandeur der 1. Infanteriedivision wurde er auf die Peterson Space Force Base in Colorado versetzt, wo er das Amt des Stabschefs des United States Northern Commands übernahm. 